# Linea Jōsō
La linea Jōsō (常総線?, Jōsō-sen) è una linea ferroviaria regionale non elettrificata a scartamento ridotto della prefettura di Ibaraki gestita dalle Ferrovie del Kantō. La linea unisce le stazioni di Toride, sulla linea Jōban, e di Shimodate, sulla linea Mito. Con 38.000 passeggeri al giorno, raggiunti nel 1999, è la ferrovia non elettrificata giapponese con maggior profitto. Durante gli anni '90 sono stati presentati progetti di elettrificazione, ma senza alcun seguito.

## Servizi
La ferrovia, lunga circa 51 km, è prevalentemente a binario singolo (con un raddoppio di 17,5 km fra Toride e Mitsukaidō) e a trazione termica, e possiede 25 stazioni. Il servizio si divide in due porzioni alla stazione di Mitsukaidō (ma sono presenti anche alcuni treni diretti che coprono tutto il percorso), con un treno ogni 15-20 minuti durante il giorno, e ogni 4-10 minuti durante le ore di punta con treni a 2 o 4 casse. Fra Mitsukaidō e Shimodate la frequenza si abbassa a 2 treni all'ora in morbida e 4 durante l'ora di punta, con treni da 1 o 2 casse.
Con l'apertura nel 2005 dello Tsukuba Express, la linea Jōsō offre anche dei servizi rapidi, con un risparmio di 17 minuti rispetto al locale.

## Stazioni
| Stazione        | Giapponese | Distanza interst. | Distanza totale | Binari  | Locale | Rapido     | Collegamenti           | Posizione       | Posizione |
| --------------- | ---------- | ----------------- | --------------- | ------- | ------ | ---------- | ---------------------- | --------------- | --------- |
| Toride          | 取手       | -                 | 0.0             | Doppio  | ●      | ●          | Linea Jōban            | Toride          | Ibaraki   |
| Nishi-Toride    | 西取手     | 1.6               | 1.6             | Doppio  | ●      | ●          |                        | Toride          | Ibaraki   |
| Terahara        | 寺原       | 0.5               | 2.1             | Doppio  | ●      | ●          |                        | Toride          | Ibaraki   |
| Shin-Toride     | 新取手     | 1.3               | 3.4             | Doppio  | ●      | ●          |                        | Toride          | Ibaraki   |
| Yumemino        | ゆめみ野   | 0.8               | 4.2             | Doppio  | ●      | ●          |                        | Toride          | Ibaraki   |
| Inatoi          | 稲戸井     | 1.2               | 5.4             | Doppio  | ●      | ●          |                        | Toride          | Ibaraki   |
| Togashira       | 戸頭       | 0.9               | 6.3             | Doppio  | ●      | ●          |                        | Toride          | Ibaraki   |
| Minami-Moriya   | 南守谷     | 1.1               | 7.4             | Doppio  | ●      | ●          | Moriya                 |                 | Ibaraki   |
| Moriya          | 守谷       | 2.2               | 9.6             | Doppio  | ●      | ●          | Moriya                 | Tsukuba Express | Ibaraki   |
| Shin-Moriya     | 新守谷     | 1.8               | 11.4            | Doppio  | ●      | ｜         | Moriya                 |                 | Ibaraki   |
| Kokinu          | 小絹       | 1.6               | 13.0            | Doppio  | ●      | ｜         | Tsukubamirai           |                 | Ibaraki   |
| Mitsukaidō      | 水海道     | 4.5               | 17.5            | Doppio  | ●      | ●          | Jōsō                   |                 | Ibaraki   |
| Mitsukaidō      | 水海道     | 4.5               | 17.5            | Singolo | ●      | ●          | Jōsō                   |                 | Ibaraki   |
| Kita-Mitsukaidō | 北水海道   | 1.8               | 19.3            | ●       | ｜     |            | Jōsō                   |                 | Ibaraki   |
| Nakatsuma       | 中妻       | 1.6               | 20.9            | ●       | ｜     |            | Jōsō                   |                 | Ibaraki   |
| Mitsuma         | 三妻       | 3.0               | 23.9            | ●       | ｜     |            | Jōsō                   |                 | Ibaraki   |
| Minami-Ishige   | 南石下     | 3.3               | 27.2            | ●       | ｜     |            | Jōsō                   |                 | Ibaraki   |
| Ishige          | 石下       | 1.6               | 28.8            | ●       | ●      |            | Jōsō                   |                 | Ibaraki   |
| Tamamura        | 玉村       | 2.2               | 31.0            | ●       | ｜     |            | Jōsō                   |                 | Ibaraki   |
| Sōdō            | 宗道       | 2.0               | 33.0            | ●       | ｜     | Shimotsuma |                        |                 | Ibaraki   |
| Shimotsuma      | 下妻       | 3.1               | 36.1            | ●       | ●      | Shimotsuma |                        |                 | Ibaraki   |
| Daihō           | 大宝       | 2.6               | 38.7            | ●       | ｜     | Shimotsuma |                        |                 | Ibaraki   |
| Tobanoe         | 騰波ノ江   | 2.3               | 41.0            | ●       | ｜     | Shimotsuma |                        |                 | Ibaraki   |
| Kurogo          | 黒子       | 2.6               | 43.6            | ●       | ｜     | Chikusei   |                        |                 | Ibaraki   |
| Ōtagō           | 大田郷     | 3.7               | 47.3            | ●       | ｜     | Chikusei   |                        |                 | Ibaraki   |
| Shimodate       | 下館       | 3.8               | 51.1            | ●       | ●      | Chikusei   | Linea Mito Linea Mooka |                 | Ibaraki   |